# Хольфельд, Ян
Ян Хольфельд (пол. Jan Holfeld; 1747, Подебрады — 7 ноября 1814, Львов) — польский профессор практической математики (геодезии) Львовского университета, ректор университета в 1795-1796 годах и директор Львовского лицея в 1811-1812.

## Биография
Родился в г. Подебрады (Чехия). 12 октября 1765 вступил в Общество Иисуса, однако после ликвидации ордена (1773) покинул духовный сан и начал работать практическим инженером и преподавателем математических дисциплин.
Был чрезвычайным профессором прикладной математики (1787-1817), читал курс практической геометрии (геодезии). В 1805-1813 годах вместо Франтишека Кодеша, который переехал в Краков, преподавал также обязательные дисциплины чистую и прикладную математику. В составе комиссии специалистов проводил геодезические и картографические замеры в Западной Галиции (1796). Вместе с бароном фон Мецбургом создал карту Галичины. Опубликовал труд по геодезии «Neue Theorie von die Wahl der Standlinien nebst trigonom. Berechung der Fehler in Winkelmessn» (Львов, 1793).
Ян Хольфельд четыре раза был на посту декана философского факультета (1799, 1802, 1805, 1808) и дважды возглавлял Львовский университет (1795-1796, 1811-1812).
Умер 7 ноября 1814 года во Львове.